# Glypta synnomae
Glypta synnomae är en stekelart som beskrevs av Dasch 1988. Glypta synnomae ingår i släktet Glypta och familjen brokparasitsteklar. Inga underarter finns listade i Catalogue of Life.